# Kamenný mostek u Kuksu
Kamenný mostek, který se klene nad starou cestou ze Slotova do Kašova, se nachází na jižním okraji obce Kuks v okrese Trutnov. Tato historická dopravní stavba z přelomu 18. a 19. století leží v ochranném pásmu památkové rezervace, která zahrnuje obec Kuks s přilehlým komplexem hospitálu a souborem soch v Betlémě.Mostek byl vyhlášen kulturní památkou s platností od 14. září 2022.

## Historie
Most, který je součástí mimoúrovňového křížení komunikace, vedoucí z Kuksu do Zaloňova, se starou cestou ze Slotova do Kašova, byl vybudován pravděpodobně v závěru 18. století nebo na přelomu 18. a 19. století.  V té době již prakticky nezůstalo nic z někdejší slávy a lesku lázní Kuks, budovaných od konce 17. století majitelem hradišťského panství hrabětem Františkem Antonínem Šporkem.

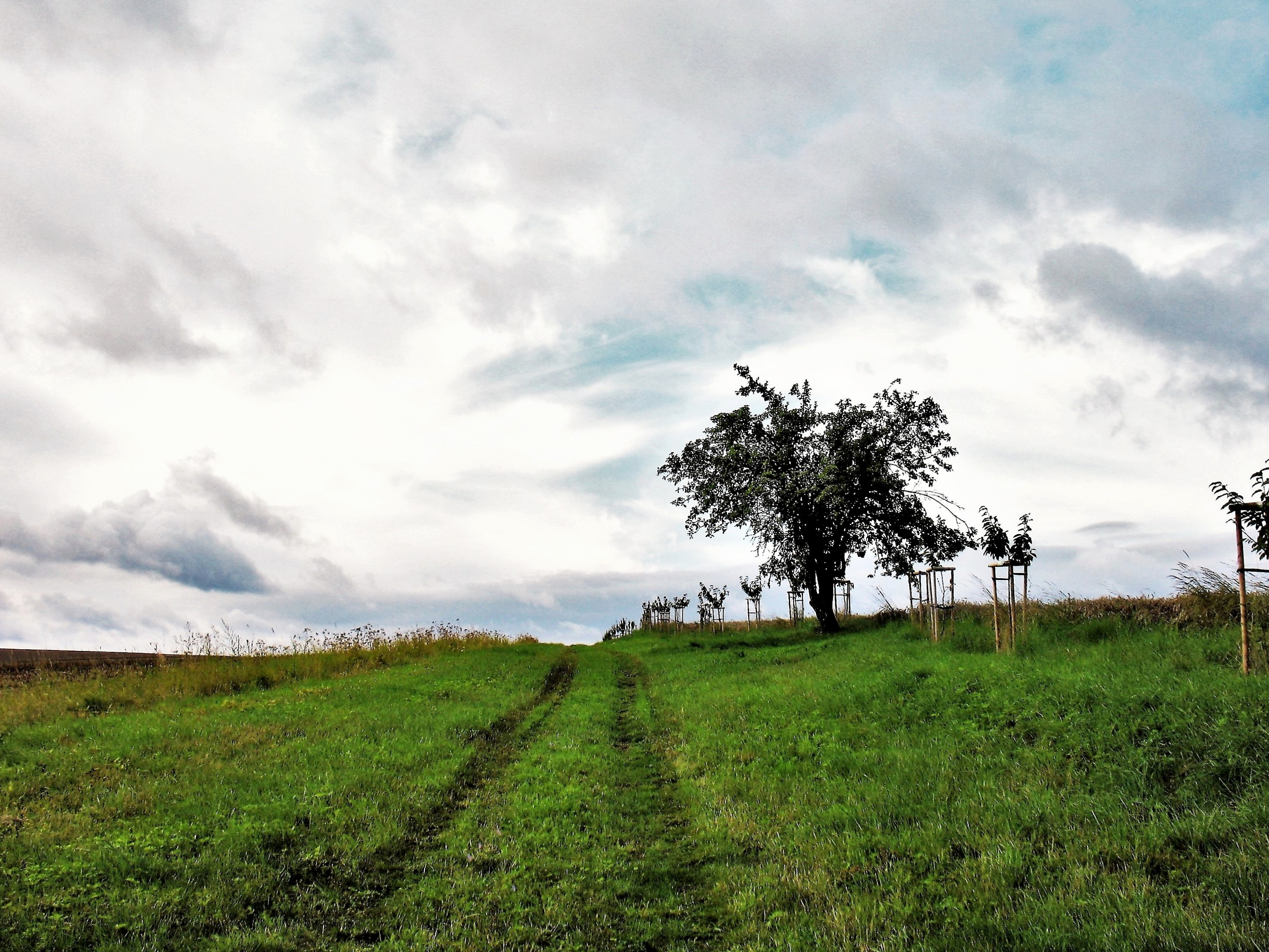
Cesta od kamenného mostu do Zaloňova – alej Via Lucis

Po Šporkově smrti v roce1738 v důsledku povodní, požárů, válečných odálostí a v neposlední řadě i nezájmu Šporkových dědiců lázně postupně chátraly, až zcela zanikly. Kuks se stal spíše jen pouhou vesnici dělníků a řemeslníků.
Mostek se nachází přibližně 140 metrů jižně od starého hřbitova, který byl zřízen za špitální zahradou kukského hospitálu v letech 1716 až 1717. Na tomto hřbitově kromě místních občanů byli pohřbíváni i obyvatelé hospitálu – váleční veteráni a mniši z řádu milosrdných bratří, kteří o ně pečovali.
Křížení starých cest se nachází jen několik desítek metrů od železniční trati Pardubice–Liberec, jejíž úsek z Josefova (Jaroměře) do Turnova byl dokončen v roce 1858. Necelých 100 metrů severovýchodně od kamenného mostu byla výstavbou zmíněné trati přerušena historická komunikace směrem do Slotova, takže nadále zůstal zachován jen její úsek mezi mostem a Kašovem.
V době prohlášení kulturní památkou byl kamenný mostek u Kuksu zcela zarostlý a zanedbaný. V následujících měsících zaměstnanci kukského hospitálu, který je ve správě Národního památkového ústavu, odstranili náletové dřeviny kolem mostu a stavbu očistili.

### Via Lucis

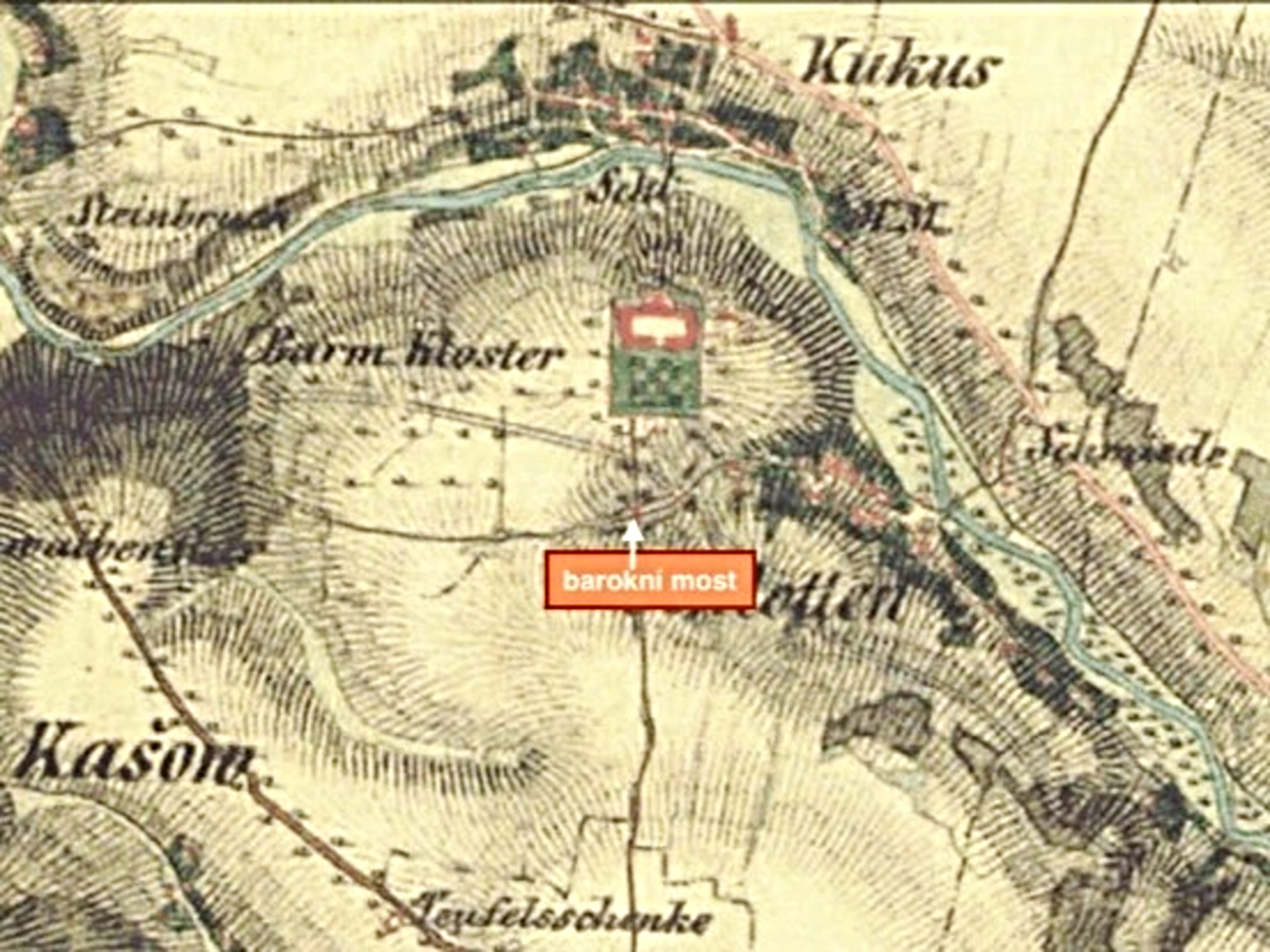
Poloha mostku na mapě z 19. století

V roce 2022 došlo také k obnovení historické komunikace, jejíž součástí je kamenný mostek. Na jaře uvedeného roku obyvatelé Kuksu a Zaloňova vysázeli podél staré cesty mezi oběma obcemi, konkrétně mezi křížkem u Zaloňova a kamenným mostem u Kuksu, novou alej . 
Alej, nazvanou Via Lucis (Cesta Světla), tvoří celkem 180 ovocných stromů původních starých regionálních odrůd –  švestka domácí, třešeň ptačí (obecná), jabloň domácí či hrušeň obecná. Na hranici někdejšího panství hraběte Šporka, která protíná cestu z Kuksu do Zaloňova, byly na počest tohoto významného mecenáše a tvůrce komponovaných barokních krajin vysázeny dva buky. Tyto stromy byly již za Šporkova života používány jako symbolická připomínka jeho jména (latinský název buku je Fagus, což je akronym Šporkova jména – Franz Anton Graf von Sporck).

## Popis
Výstavbou mostku bylo vyřešeno mimoúrovňové křížení staré obchodní cesty ze Zaloňova, která u Kuksu přetínala úvozovou cestu ze Slotova do Kašova.Mostek, vybudovaný z pískovcových kvádrů, je sklenutý valenou klenbou.  Klenba mostu je vytvořena z klenáků lichoběžníkového tvaru, podpěrné zdivo a nadezdívka jsou sestavené z nepravidelných kvádrů sesazených na sraz.
Klenební oblouk je vysoký tři metry, z toho výška samotné klenby činí 80 centimetrů. Rozpon klenby je 290 centimetrů. Podpěrné zdivo tvoří na obou stranách mostu šikmé zdi, složené z kvádrového zdiva. Mostovka je široká 580 cm a je dlouhá 11 metrů. Obě krajnice na pravé i levé straně mostu jsou osazeny dohromady osmi oblými pískovcovými patníky.

## Galerie

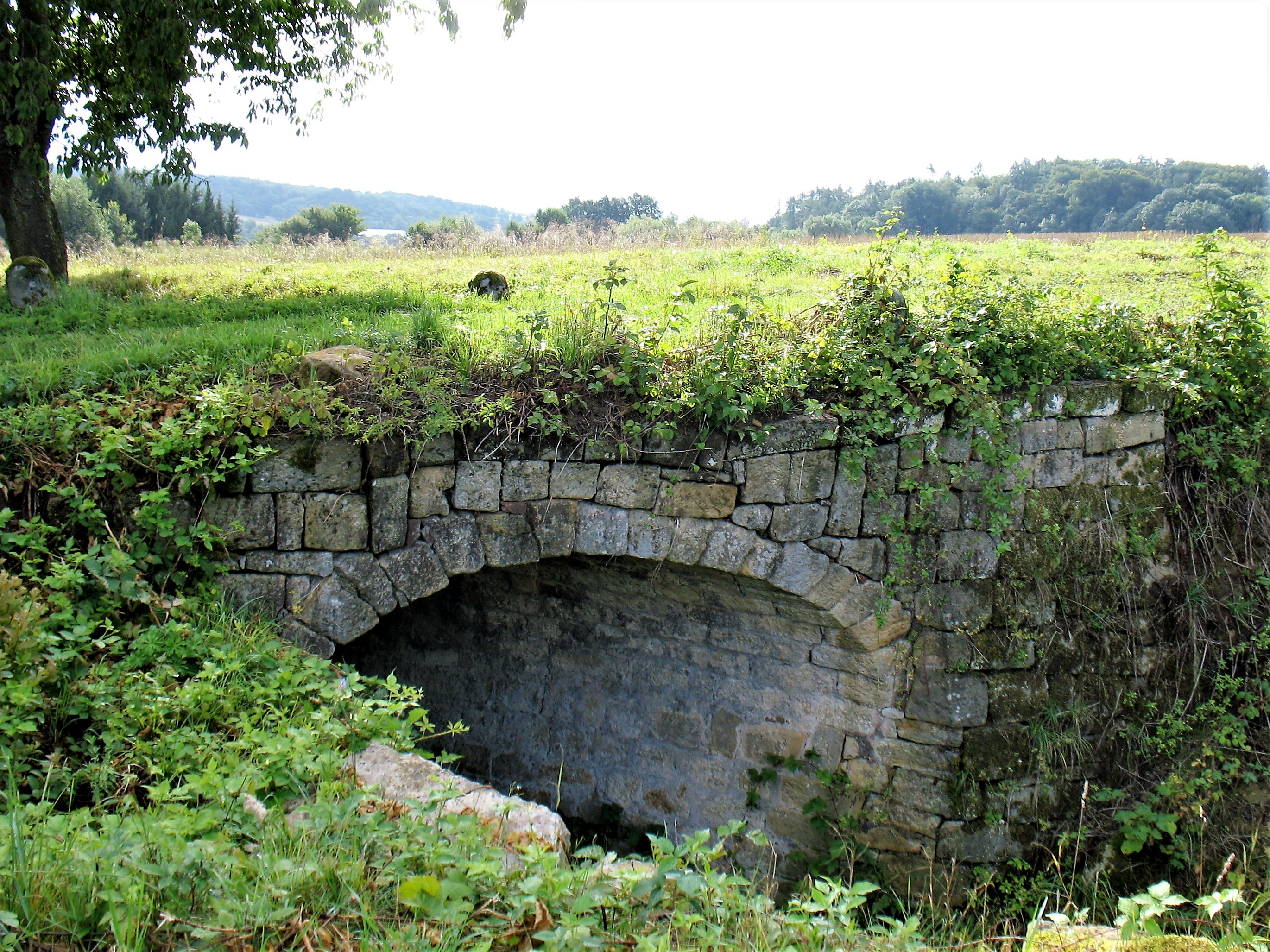
Mostní oblouk od východu
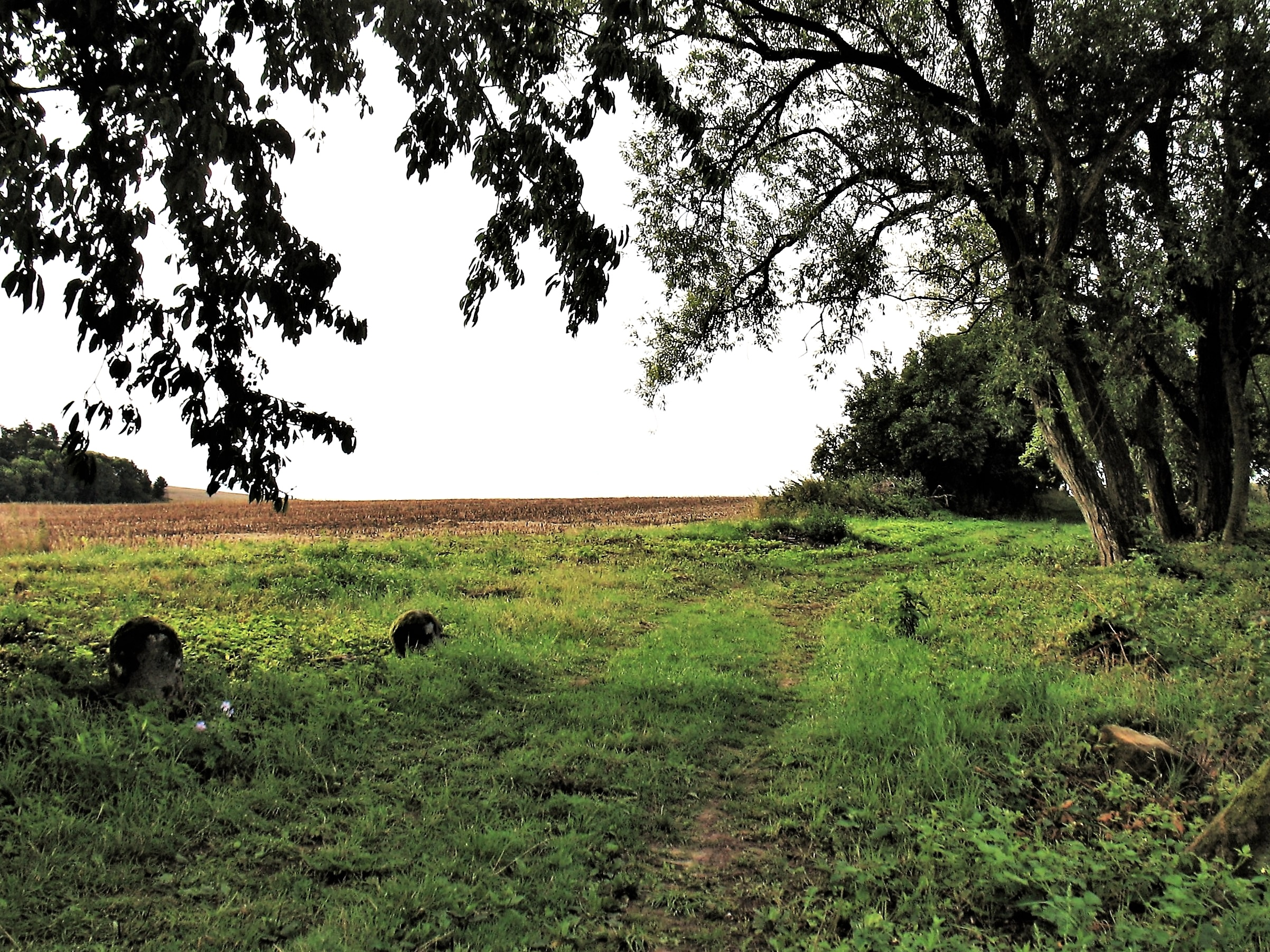
Začátek cesty Via Lucis, vlevo staré patníky u mostu
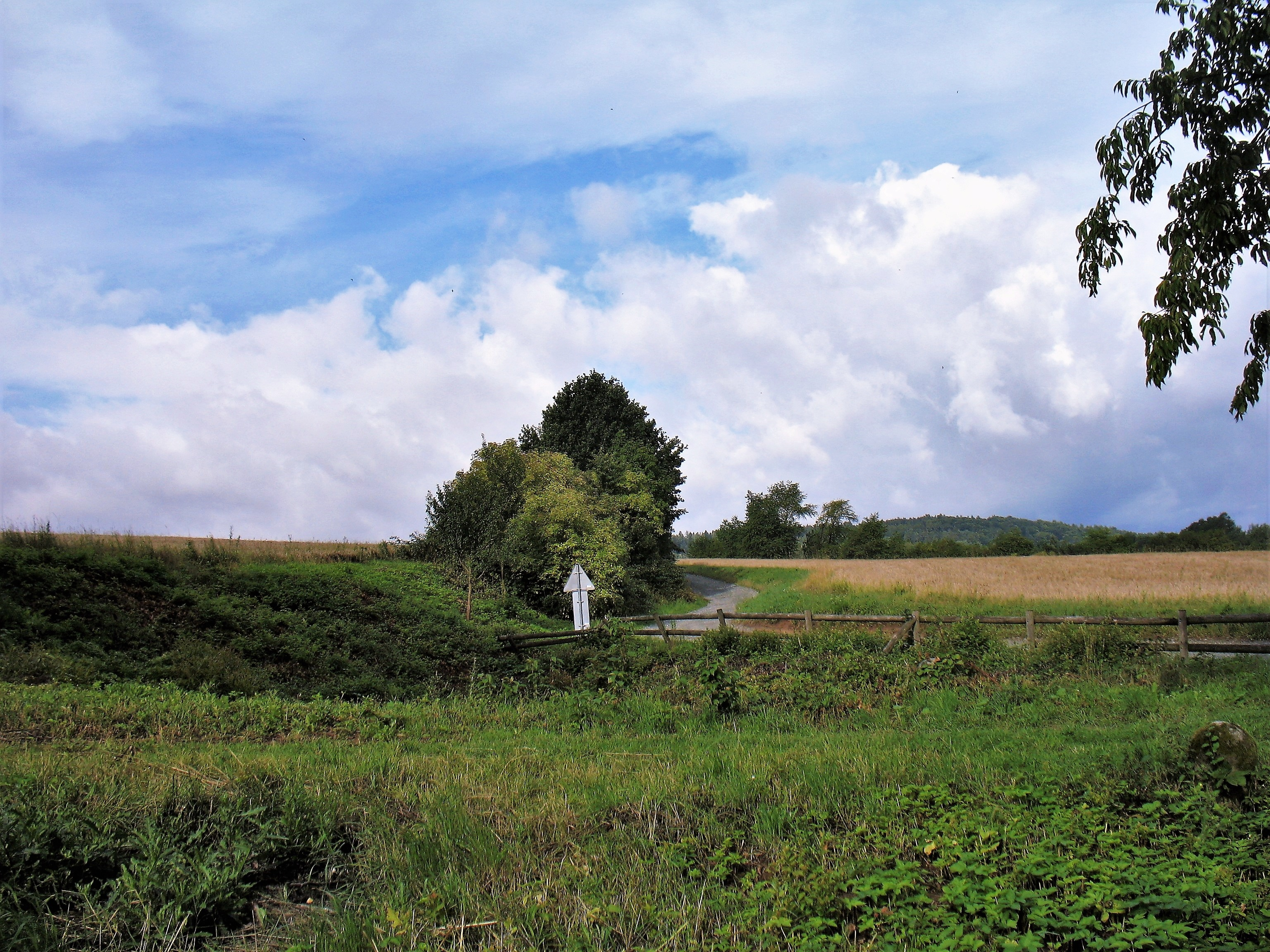
Výhled od mostu na cestu do Kašova, v pozadí Nový les
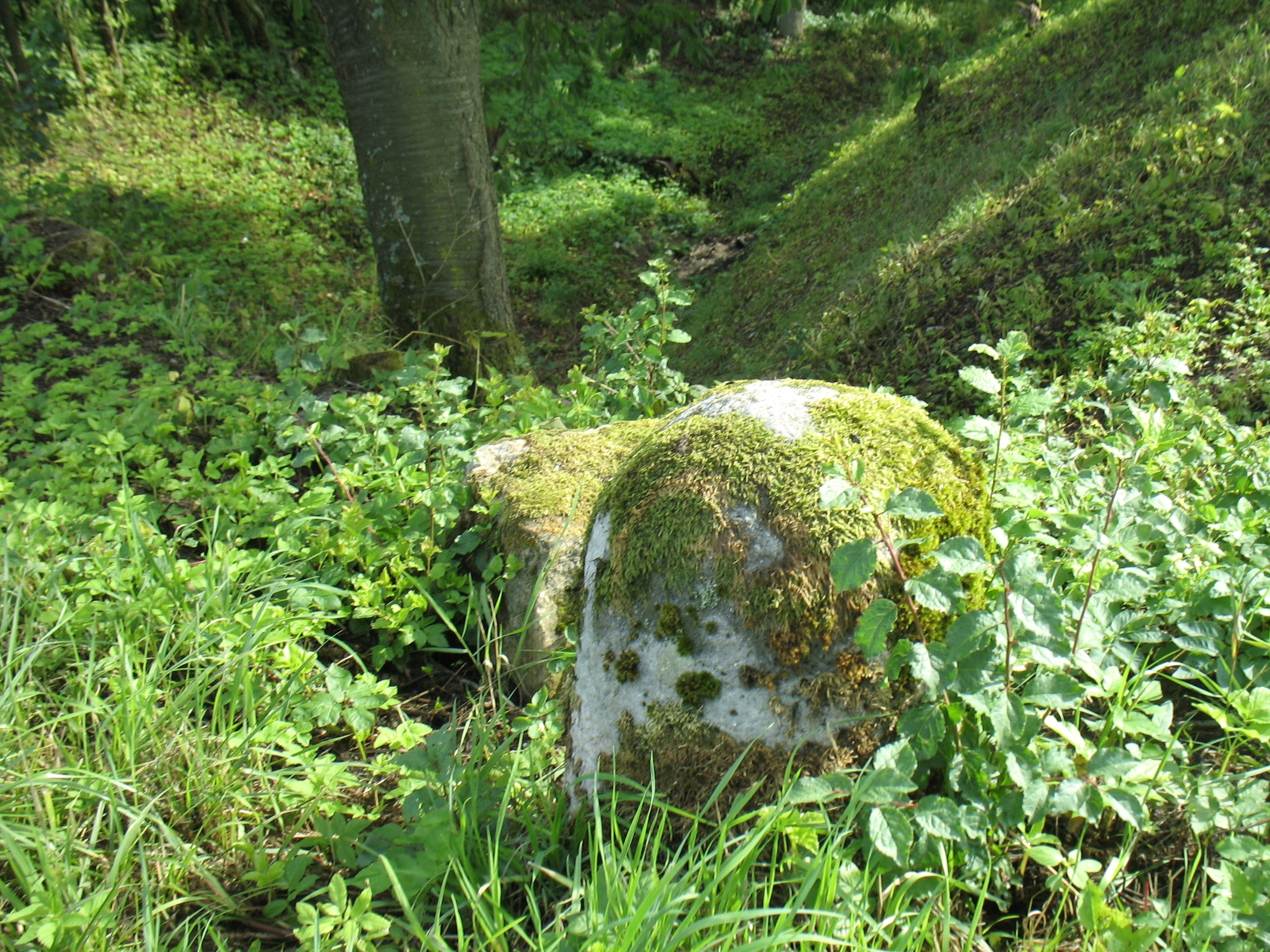
Jeden z původních patníků
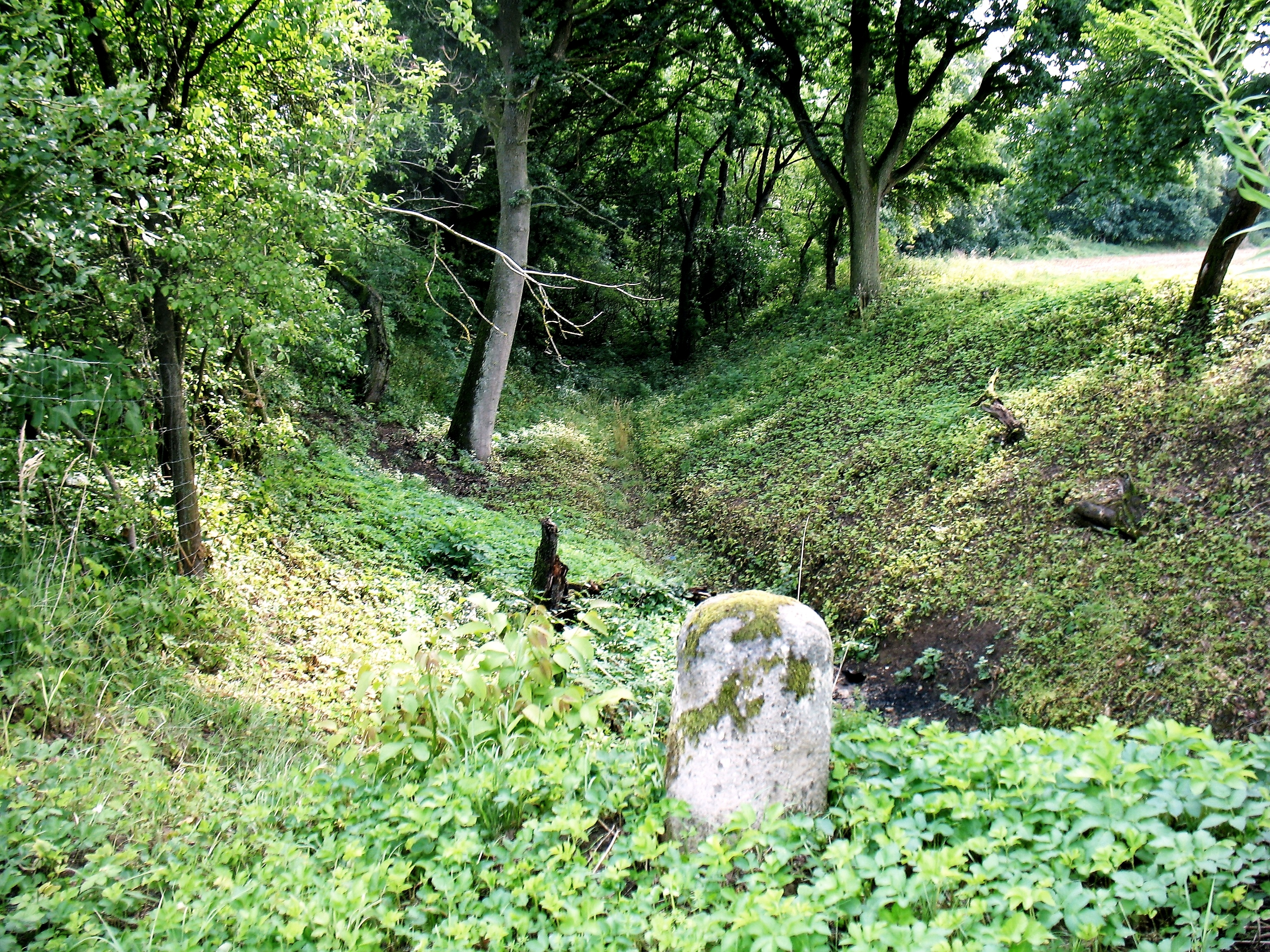
Pohled z mostu na zaniklý úsek cesty do Slotova